# Sporting Fry
El Sporting Fry fue club de fútbol, oriundo del Distrito de Miraflores, del Departamento de Lima del Perú. Fue uno de los equipos posteriores que se afilió a la La Liga Peruana de Fútbol.

## Historia
El club se creó originalmente con el nombre Centro Sportivo Fry, en honor al Eduardo Fry. En 1913, campeonó la Segunda División de la Liga Peruana, ascendiendo a la primera del siguiente año. Para la temporada 1914, el club terminó colero del campeonato. En la temporada 1915, el club cambió su denominación a Sporting Fry. En el mismo periodo varios clubes de ambas divisiones se retiraron de participar. Por ende, el Sporting Fry ocupó una de las vacantes de la primera división. A pesar de ello, el club terminó último del torneo y descendiendo a la división intermedia de 1916. 
Desde entonces, Sporting Fry participó varias temporadas en la Segunda División de la Liga Peruana. Sin embargo, tuvo que usar el nombre de Sportivo Fry N°1, debido existió otro club con el mismo nombre, pero de Lima, que también participó en la segunda división. Finalmente, no logró retornar a la división de honor y desapareció tiempo después.

## Méritos
- Campeón División Intermedia (1): 1913.

## Datos del club
- Temporadas en Primera División: 2 (1914 - 1915).
- Temporadas en Segunda División: 10 (1916 - 1925).

## Equipos No Relacionados

### Sporting Fry N°2
El Sportivo Fry N°2,  es un equipo de la capital de Lima, que participó también por años en la Segunda División de la Liga Peruana de Fútbol. Su indumentaria  que utilizaba, era muy  similar al club de Miraflores. A pesar del nombre, no guarda relación con el primer equipo miraflorino.
- Temporadas en Segunda División: 10 (1915 - 1924).